# Oncidium isthmi
Oncidium isthmi är en orkidéart som beskrevs av Rudolf Schlechter. Oncidium isthmi ingår i släktet Oncidium och familjen orkidéer. Inga underarter finns listade i Catalogue of Life.